# Liratoniella
Liratoniella is een geslacht van weekdieren uit de klasse van de Gastropoda (slakken).

## Soort
- Liratoniella bicarinata Ponder, 1965